# جاكاريزينيو
جاكاريزينيو هي بلدية في البرازيل، تتبع بارانا، بلغ عدد سكانها 39٬121  نسمة، في 2010، تبلغ مساحتها 602٫526 كيلومتر مربع.

## الموقع
تشترك في الحدود مع:
- سانتو أنطونيو دا بلاتينا
- Ribeirão Claro [الإنجليزية]‏
- Joaquim Távora [الإنجليزية]‏.

## أعلام
- غرازي ماسافيرا
- كونرادو والتر